# Italia's Got Talent (tredicesima edizione)
La tredicesima edizione del talent show Italia's Got Talent, composta da 9 puntate, va in onda dal 1º settembre al 29 settembre 2023. Si tratta della prima edizione realizzata da Disney+ diventando così la prima trasmissione italiana a diventare una produzione esclusiva per la piattaforma, che pubblica due episodi da 50 minuti ogni venerdì, ad eccezione della finale trasmessa in un episodio unico da un'ora e mezza.
La conduzione del programma è stata affidata per la prima volta ad Aurora Leone e Gianluca Fru dei The Jackal.
Tuttavia, Disney+ ha deciso di concedere la trasmissione in replica dello show al canale free di Sky TV8 a partire dal 21 febbraio 2024 per cinque serate al mercoledì in prima serata.

## Trasmissione
Dopo cinque edizioni prodotte da Mediaset su Canale 5 e sette edizioni prodotte da Sky Italia e trasmesse su Sky Uno e TV8, il talent show approda su Disney+, diventando così la prima versione di Got Talent in Europa a venir trasmessa solamente in streaming. Diventando un'esclusiva della piattaforma, il programma abbandona di conseguenza la tv lineare, non venendo trasmesso su un canale televisivo: tale natura  "costringe" il talent show ad andare in onda totalmente registrato, anche nelle fasi di semifinali e finale  (fino ad allora trasmesse in diretta con la selezione del vincitore tramite televoto). Anche il formato delle puntate si riduce rispetto alla trasmissione televisiva, con ogni puntata che dura circa 50 minuti (similarmente a ciò che avviene con una serie tv). La finale registrata, invece, dura sui 90 minuti. 
Nonostante il passaggio del programma in streaming, il 25 gennaio 2024 Sky annuncia l'acquisto dei diritti per la trasmissione in replica di quest'edizione sul canale free TV8, che mandava in onda lo show negli anni precedenti: il programma viene trasmesso al mercoledì sera su TV8 dal 21 febbraio 2024 per cinque serate, con due episodi a settimana per quattro settimane montati come puntate da due ore per la trasmissione televisiva, e la finale da un'ora e mezza, trasmessa come puntata unica.

## Novità
Dopo sei edizioni consecutive alla conduzione, Lodovica Comello viene sostituita dal duo Aurora Leone e Gianluca "Fru" Colucci, dei The Jackal: si torna così alla conduzione a due (già presente nelle edizioni di IGT realizzate in passato da Mediaset), similmente a come avviene in Britain's Got Talent.
Oltre al cambio di conduzione, vi è un cambio anche nel bancone della giuria: dopo quattro edizioni, Federica Pellegrini abbandona il programma e al suo posto subentra Elettra Lamborghini, mentre dopo solamente una edizione, Elio lascia il posto a Khaby Lame. Dalle precedenti edizioni rimangono come giudici Frank Matano e Mara Maionchi.
Da questa edizione ogni qualvolta i giudici premeranno il Golden Buzzer mandano un concorrente direttamente in semifinale e non più alla finale.
Alla fine di ognuno dei sei episodi di Auditions, i giudici si riuniscono per decidere quali concorrenti di puntata, tra quelli che hanno ricevuto almeno 3 sì, dovranno mandare in semifinale, eliminando quelli rimasti. Questa fase viene chiamata "Selection Time".

## Audizioni
Le audizioni si sono svolte nella primavera del 2023 in tre diversi teatri italiani, come accaduto fino alla decima edizione nel 2020, prima della pandemia di Covid-19. Le selezioni sono state registrate al Teatro comunale Carlo Gesualdo di Avellino il 27 e 28 febbraio 2023, al Teatro Politeama di Catanzaro il 23 e 24 marzo, al Teatro Comunale di Vicenza il 10 e 11 aprile. Le due semifinali e la finale sono state registrate il 19, 20 e 27 giugno 2023 al Teatro Arcimboldi di Milano.

## Puntate

### Prima puntata
La prima puntata di Audizioni è stata pubblicata, insieme alla seconda, il 1º settembre 2023. I concorrenti che sono passati in questa prima puntata sono:
| Nome artista             | Genere                          | Voti |
| ------------------------ | ------------------------------- | ---- |
| Mauro e Jerry            | Cantante con cane               | 4 sì |
| Ping Pong Pang           | Crew di Hip Hop                 |      |
| Trixie Zavatta           | Bambina ballerina con overboard | 4 sì |
| Daniela e Susanna        | Acrobate                        | 4 sì |
| B Unique                 | Crew indiana di ballo           | 4 sì |
| Lennie Simo              | Beatmaker                       | 4 sì |
| Valentina "Zalex" Gialli | Cantante                        | 4 sì |

È stato premuto il primo Golden Buzzer di quest'edizione: Khaby Lame ha premiato la crew Ping Pong Pang.
Alla fine della puntata, i giudici hanno deciso di mandare in semifinale B Unique e Lennie Simo, eliminando tutti gli altri.

### Seconda puntata
La seconda puntata di Audizioni è stata pubblicata, insieme alla prima, il 1º settembre 2023. I concorrenti che sono passati in questa seconda puntata sono:
| Nome artista      | Genere           | Voti |
| ----------------- | ---------------- | ---- |
| Matricks Illusion | Illusionisti     | 4 sì |
| Flora Donzelli    | Cantante         | 4 sì |
| Jazz & Co         | Ballerini        | 4 sì |
| Versus Crew       | Crew di ballo    | 4 sì |
| The Familia       | Ballerini horror | 4 sì |
| Alexandra Filotei | Comica           | 4 sì |
| Turkeev Family    | Acrobati         |      |

È stato premuto il secondo Golden Buzzer dell'edizione: Elettra Lamborghini ha premiato la Turkeev Family.
I giudici alla fine della puntata hanno deciso di mandare in semifinale Flora Donzelli, Alexandra Filotei e Matricks Illusion.
Quest'ultimi però non possono essere presenti alla semifinale tenutesi a Milano e quindi si ritirano dalla competizione.
Tutti gli altri concorrenti sono eliminati.

### Terza puntata
La terza puntata di Audizioni è stata pubblicata, insieme alla quarta, l'8 settembre 2023.
| Nome artista       | Genere        | Voti |
| ------------------ | ------------- | ---- |
| Gina De Boer       | Cantante rock | 4 sì |
| Daniel Virdis      | Bambino DJ    | 4 sì |
| Light Balance Kids | Crew di ballo | 4 sì |
| Filippo Spreafico  | Comico        | 3 sì |
| Giuseppe "Azel"    | Beatboxer     | 4 sì |
| Francesca Cesarini | Pole dancer   | 4 sì |

Alla fine della puntata, i giudici hanno deciso di mandare in semifinale Daniel Virdis, Light Balance Kids e Francesca Cesarini, eliminando tutti gli altri.

### Quarta puntata
La quarta puntata di Audizioni è stata pubblicata, insieme alla terza, l'8 settembre 2023.
| Nome artista     | Genere            | Voti |
| ---------------- | ----------------- | ---- |
| Maura Moggi      | Bambina ballerina | 4 sì |
| Sacred Riana     | Maga horror       | 4 sì |
| Salvatore Zappia | Comico            | 4 sì |
| Sergio Starman   | Mago              | 4 sì |
| Noemi Realforte  | Cantante lirica   |      |

È stato premuto il terzo Golden Buzzer dell'edizione: Mara Maionchi ha premiato Noemi Realforte.
I giudici, alla fine della puntata, hanno deciso di mandare in semifinale Maura Moggi e Sergio Starman, eliminando tutti gli altri.

### Quinta puntata
La quinta puntata di Audizioni è stata pubblicata, insieme alla sesta, il 15 settembre 2023.
| Nome artista         | Genere                | Voti |
| -------------------- | --------------------- | ---- |
| Luca Dottore         | Bambino giocoliere    | 4 sì |
| Patrick e Isabel     | Ballerini             | 4 sì |
| Yoko Yamada          | Comica                | 4 sì |
| Hitesh Patel         | Mimo con mani e piedi | 4 sì |
| Francesco Della Bona | Mago                  | 4 sì |

I giudici, alla fine della puntata, hanno deciso di mandare in semifinale Yoko Yamada e Francesco Della Bona, eliminando tutti gli altri.

### Sesta puntata
La sesta puntata di Audizioni è stata pubblicata, insieme alla quinta, il 15 settembre 2023.
| Nome artista          | Genere                   | Voti |
| --------------------- | ------------------------ | ---- |
| Animeniacs Corps      | Cantanti                 | 4 sì |
| Fabio e Sofia Camilli | Padre e figlia ballerini | 4 sì |
| Tiberio Stavar Cosmin | Comico                   |      |
| Fireflies             | Ginnaste                 | 4 sì |
| Melissa e Krystal     | Ragazza con cane         | 4 sì |
| Vincenzo Caposeno     | Equilibrista             | 4 sì |
| Walter De Rossi       | Ballerino di Break Dance | 4 sì |

È stato premuto il quarto ed ultimo Golden Buzzer dell'edizione: Frank Matano ha premiato il comico Tiberio Stavar Cosmin.
Alla fine della puntata, i giudici hanno deciso di mandare in semifinale Walter De Rossi, eliminando tutti gli altri.

### Semifinali
La settima e l'ottava puntata, nonché le semifinali, sono state pubblicate il 22 settembre 2023. I 16 semifinalisti di quest'edizione, di cui 12 scelti durante i Selection Time e 4 tramite i Golden Buzzer dei giudici, sono:
| Nome artista          | Genere                   | Voto | Giudice             |
| --------------------- | ------------------------ | ---- | ------------------- |
| Ping Pong Pang        | Crew di Hip Hop          |      | Khaby Lame          |
| Turkeev Family        | Acrobati                 |      | Elettra Lamborghini |
| Noemi Realforte       | Cantante lirica          |      | Mara Maionchi       |
| Tiberio Stavar Cosmin | Comico                   |      | Frank Matano        |
| B Unique              | Crew indiana di ballo    |      | Tutti i giudici     |
| Lennie Simo           | Beatmaker                |      | Tutti i giudici     |
| Flora Donzelli        | Cantante                 |      | Tutti i giudici     |
| Alexandra Filotei     | Comica                   |      | Tutti i giudici     |
| Light Balance Kids    | Crew di ballo            |      | Tutti i giudici     |
| Daniel Virdis         | Bambino DJ               |      | Tutti i giudici     |
| Francesca Cesarini    | Pole dancer              |      | Tutti i giudici     |
| Maura Moggi           | Bambina ballerina        |      | Tutti i giudici     |
| Sergio Starman        | Mago                     |      | Tutti i giudici     |
| Yoko Yamada           | Comica                   |      | Tutti i giudici     |
| Francesco Della Bona  | Mago                     |      | Tutti i giudici     |
| Walter De Rossi       | Ballerino di Break Dance |      | Tutti i giudici     |

### 1ª Semifinale
Si esibiscono i primi 8 semifinalisti divisi in 2 gruppi da 4. Alla fine di ogni round, i giudici hanno deciso due finalisti. Alla fine della puntata, il pubblico ha scelto chi mandare in finale, tramite il Golden Buzzer, dei quattro concorrenti allo spareggio.

#### Primo Gruppo
| Nome artista    | Genere                   | Verdetto       |
| --------------- | ------------------------ | -------------- |
| Flora Donzelli  | Cantante                 | Finalista      |
| Walter De Rossi | Ballerino di Break Dance | Allo spareggio |
| Turkeev Family  | Acrobati                 | Finalisti      |
| Daniel Virdis   | Bambino DJ               | Allo spareggio |

#### Secondo Gruppo
| Nome artista         | Genere                       | Verdetto       |
| -------------------- | ---------------------------- | -------------- |
| Ping Pong Pang       | Crew di Hip Hop              | Allo spareggio |
| Francesco Della Bona | Mago                         | Allo spareggio |
| Yoko Yamada          | Comica                       | Finalista      |
| Francesca Cesarini   | Bambina pole dancer disabile | Finalista      |

#### Spareggio
| Nome artista         | Genere                   | Verdetto  |
| -------------------- | ------------------------ | --------- |
| Walter De Rossi      | Ballerino di Break Dance | Eliminato |
| Daniel Virdis        | Bambino DJ               | Eliminato |
| Ping Pong Pang       | Crew di Hip Hop          | Finalisti |
| Francesco Della Bona | Mago                     | Eliminato |

### 2ª Semifinale
Si esibiscono gli 8 semifinalisti rimanenti divisi in 2 gruppi da 4. Alla fine di ogni round, i giudici hanno deciso due finalisti. Infine, in coda alla puntata, il pubblico ha scelto chi mandare in finale dei quattro concorrenti allo spareggio tramite il Golden Buzzer.
Gli ospiti della puntata sono stati Miriam Leone e Michele Riondino.

#### Primo Gruppo
| Nome artista       | Genere            | Verdetto       |
| ------------------ | ----------------- | -------------- |
| Light Balance Kids | Crew di ballo     | Allo spareggio |
| Lennie Simo        | Beatmaker         | Finalista      |
| Alexandra Filotei  | Comica            | Allo spareggio |
| Maura Moggi        | Bambina ballerina | Finalista      |

#### Secondo Gruppo
| Nome artista          | Genere                | Verdetto       |
| --------------------- | --------------------- | -------------- |
| Sergio Starman        | Mago                  | Allo spareggio |
| Noemi Realforte       | Cantante lirica       | Finalista      |
| B Unique              | Crew indiana di ballo | Allo spareggio |
| Tiberio Stavar Cosmin | Comico                | Finalista      |

#### Spareggio
| Nome artista       | Genere                | Verdetto  |
| ------------------ | --------------------- | --------- |
| Light Balance Kids | Crew di ballo         | Eliminati |
| Alexandra Filotei  | Comica                | Eliminata |
| Sergio Starman     | Mago                  | Eliminato |
| B Unique           | Crew indiana di ballo | Finalisti |

### Nona puntata -Finale
La finale è stata pubblicata il 29 settembre 2023. I 10 finalisti di quest'edizione, di cui 8 scelti dai giudici e 2 dal Golden Buzzer del pubblico, sono:
| Nome artista          | Genere                       | Voto | Giudice         |
| --------------------- | ---------------------------- | ---- | --------------- |
| Flora Donzelli        | Cantante                     |      | Tutti i giudici |
| Turkeev Family        | Acrobati                     |      | Tutti i giudici |
| Francesca Cesarini    | Bambina pole dancer disabile |      | Tutti i giudici |
| Yoko Yamada           | Comica                       |      | Tutti i giudici |
| Maura Moggi           | Bambina ballerina            |      | Tutti i giudici |
| Lennie Simo           | Beatmaker                    |      | Tutti i giudici |
| Noemi Realforte       | Cantante lirica              |      | Tutti i giudici |
| Tiberio Stavar Cosmin | Comico                       |      | Tutti i giudici |
| Ping Pong Pang        | Crew di Hip Hop              |      | Pubblico        |
| B Unique              | Crew indiana di ballo        |      | Pubblico        |

- I dieci finalisti sono divisi in due manche da cinque concorrenti l'una; alla fine di ogni esibizione, i giudici hanno dato un voto a ciascuno di loro. Alla fine di ogni manche, la classifica formata dai voti dei giudici decreterà il vincitore di ogni round, che andranno al Verdetto finale, dove i due superfinalisti saranno sottoposti alla votazione del pubblico che decreterà il vincitore dell'edizione.

#### Primo gruppo
| Nome artista       | Genere                       | Posizione | Verdetto       |
| ------------------ | ---------------------------- | --------- | -------------- |
| Ping Pong Pang     | Crew di Hip Hop              | 3°        | Eliminati      |
| Turkeev Family     | Acrobati                     | 2°        | Eliminati      |
| Yoko Yamada        | Comica                       | 4°        | Eliminata      |
| Francesca Cesarini | Bambina pole dancer disabile | 1°        | Superfinalista |
| Lennie Simo        | Beatmaker                    | 5°        | Eliminato      |

#### Secondo gruppo
| Nome artista          | Genere                | Posizione | Verdetto       |
| --------------------- | --------------------- | --------- | -------------- |
| Maura Moggi           | Bambina ballerina     | 4°        | Eliminata      |
| Noemi Realforte       | Cantante lirica       | 3°        | Eliminata      |
| Tiberio Stavar Cosmin | Comico                | 5°        | Eliminato      |
| B Unique              | Crew indiana di ballo | 2°        | Eliminati      |
| Flora Donzelli        | Cantante              | 1°        | Superfinalista |

#### Verdetto finale
| Nome artista       | Genere              | Verdetto             |
| ------------------ | ------------------- | -------------------- |
| Francesca Cesarini | Bambina pole dancer | Vincitrice           |
| Flora Donzelli     | Cantante            | Seconda classificata |

Il pubblico ha deciso di decretare come vincitrice della tredicesima edizione di Italia's Got Talent, Francesca Cesarini.

## Pubblicazione
| Puntata | Puntata    | Pubblicazione (Disney+) |
| ------- | ---------- | ----------------------- |
| 1       | Audizioni  | 1º settembre 2023       |
| 2       | Audizioni  | 1º settembre 2023       |
| 3       | Audizioni  | 8 settembre 2023        |
| 4       | Audizioni  | 8 settembre 2023        |
| 5       | Audizioni  | 15 settembre 2023       |
| 6       | Audizioni  | 15 settembre 2023       |
| 7       | Semifinali | 22 settembre 2023       |
| 8       | Semifinali | 22 settembre 2023       |
| 9       | Finale     | 29 settembre 2023       |

## Ascolti
Il dato della replica, dove previsto, è una media delle due puntate.
| Puntata | Episodio | TV8              | TV8            | TV8   | Fonte  |
| Puntata | Episodio | Messa in onda    | Telespettatori | Share | Fonte  |
| ------- | -------- | ---------------- | -------------- | ----- | ------ |
| 1       | 1        | 21 febbraio 2024 | 619 000        | 3,60% | [ 7 ]  |
| 1       | 2        | 21 febbraio 2024 | 619 000        | 3,60% | [ 7 ]  |
| 2       | 3        | 28 febbraio 2024 | 560 000        | 3,00% | [ 8 ]  |
| 2       | 4        | 28 febbraio 2024 | 560 000        | 3,00% | [ 8 ]  |
| 3       | 5        | 6 marzo 2024     | 542 000        | 3,20% | [ 9 ]  |
| 3       | 6        | 6 marzo 2024     | 542 000        | 3,20% | [ 9 ]  |
| 4       | 7        | 13 marzo 2024    | 494 000        | 2,80% | [ 10 ] |
| 4       | 8        | 13 marzo 2024    | 494 000        | 2,80% | [ 10 ] |
| Finale  | 9        | 20 marzo 2024    | 599 000        | 3,50% | [ 11 ] |
| Media   | Media    | Media            | 563 000        | 3,22% |        |